# باغ‌وحش خیابان ۶۴
باغ‌وحشِ خیابانِ ۶۴ (فرانسوی: ۶۴, rue du Zoo) یک مجموعه انیمیشنی است که توسط نویسندهٔ انگلیسی-بلژیکی آن ورومبو ساخته شده‌است. این مجموعه توسط استودیوی انیمیشن فرانسوی مستقر در بریتانیا تولید شده‌است.
دو فصل اول از سال ۱۹۹۹ تا ۲۰۰۳ پخش شد. پس از یک وقفه هفت ساله، سریال در سال ۲۰۱۰ برای دو فصل دیگر بازگشت و در سال ۲۰۱۳ به پایان رسید. در مجموع ۱۰۴ قسمت تولید شد.